# Phase5
Phase5 Digital Products fue una empresa alemana de hardware fundada en 1992, especializada en tarjetas para Commodore Amiga. Sus productos más conocidos fueron tarjetas aceleradoras con CPUs más potentes que las incluidas en el Amiga original. Inicialmente sus tarjetas incluían CPUs de la serie Motorola 68000. 
Sus últimos modelos (1997-2000)llevaban CPU PowerPC 603 y 604 además del Motorola 68040 o 68060: las BlizzardPPC y CyberstormPPC. Al no poder ejecutar las CPUs PowerPC directamente el AmigaOS 3.x o anterior, llevaban su propio kernel, inicialmente el PowerUP de la propia Phase5 o el WarpOS de Haage & Partner. Desde 2005 también soportan directamente MorphOS 1.4.5 (pero no 2.0 ni posteriores ) y desde 2007 AmigaOS 4.0 (pero no 4.1).
La empresa quebró en el año 2000. Las tarjetas BlizzardPPC y CyberstormPPC fueron compradas por DCE  que las comercializó un tiempo con su nombre.